# Fran Drescher
Francine Joy Drescher (Queens, Nueva York; 20 de septiembre de 1957), conocida como Fran Drescher, es una actriz, comediante, guionista, productora, directora de cine, activista estadounidense. Se hizo mundialmente famosa al interpretar a la niñera Fran Fine en la comedia The Nanny, que se transmitió entre 1993 y 1999 por la cadena CBS. En el 2000 se le diagnosticó cáncer de útero, por lo que se alejó relativamente de la interpretación; en el 2005 reapareció con la serie Living with Fran. Nominada a varios premios Emmy, en el 2010 fue la presentadora del programa The Fran Drescher Show y desde 2011 hasta 2012 fue protagonista de la comedia Happily Divorced. Desde el 2021, es presidenta nacional del Sindicato de Profesionales de Cine, de Radio y de Televisión (SAG-AFTRA).

## Primeros años de vida
Francine Joy Drescher —conocida posteriormente como Fran Drescher— nació en Queens, Nueva York, en 1957. Sus padres son Sylvia Drescher, una vendedora, y Morty Drescher, un analista de sistemas. Tiene raíces italianas y rumano-judías.
En 1973, Drescher ganó un concurso de belleza, donde se le otorgó el título de «Miss New York Teenager» («Miss Nueva York adolescente»). Se graduó en el Hillcrest High School en Jamaica, Queens, en 1975. Poco después se inscribió en una escuela de cosmética y peluquería. Cuando obtuvo su licencia, abrió su propio salón de belleza. Finalmente, Drescher se trasladó junto a su novio Peter Marc Jacobson (a quien conoció en el Hillcrest High School) a la ciudad de Los Ángeles, California, en 1976 para perseguir sus sueños de una carrera como actriz.

## Carrera

### Primeros trabajos
Tras instalarse en Los Ángeles, Drescher comenzó a acudir a audiciones para películas y series de televisión. Finalmente, consiguió un pequeño papel en el filme Saturday Night Fever (1977), su debut cinematográfico; allí interpretó a una amiga ocasional del personaje de John Travolta. A esta presentación le siguieron American Hot Wax (1978) y Stranger in Our House (1978).
Por entonces y a lo largo de la década de 1980, Drescher se convirtió en un rostro habitual de la gran pantalla; hizo varios papeles como actriz de reparto en películas dramáticas y, sobre todo, de comedia. Los más notables fueron como Sally en The Hollywood Knights (1978), como Karen Blittstein en Doctor Detroit (1983), como la periodista Pamela Finklestein en UHF (1989) y como Joy Munchack, la amante de Joey O'Brien (Robin Williams) en Cadillac Man (1990).
En esos años probó suerte en el medio televisivo, realizó varias apariciones como invitada en series y trabajó en el telefilme Rock 'n' Roll Mom (1988), al lado de George Clooney, también interpretando a Roxana (Esposa de Brian Tanner) en un capítulo de la telecomedia ALF (1989). Poco después, formó parte de la comedia de situación de corta duración de CBS titulada Princesses (1991), que coprotagonizó junto a Julie Hagerty, Tracy Dillon y Twiggy Lawson. Cabe añadirse que incursionó principalmente en el género comedia, tanto en el cine como en la televisión.

### Éxito
Drescher logró captar el reconocimiento internacional en la exitosa comedia de situación The Nanny ( o "La niñera" en países hispanohablantes), la cual creó junto a su entonces esposo, Peter Marc Jacobson. El programa se emitió originalmente en la cadena CBS desde 1993 a 1999, durante seis temporadas consecutivas.
The Nanny se hizo muy popular en sus primeras temporadas en parte gracias al ingenio humorístico de Drescher, lo que la convirtió en una celebridad de fama internacional. Allí interpretó el rol de Fran Fine, una dinámica y humorística mujer que de manera informal cuida a tres niños neoyorquinos de clase alta. En el papel, logró enamorar al padre de los mismos, un productor de Broadway interpretado por el actor británico Charles Shaughnessy. Drescher recibió críticas mayormente positivas por su desempeño. Consiguió ser nominada al premio Emmy a la «Mejor actriz - Serie de comedia» (1996-1997) y al premio Globo de oro a la «Mejor actriz de serie de televisión - Comedia o musical» (1996-1997).
Fuera de la televisión, obtuvo su primer papel estelar en la comedia Car 54, Where Are You?, al lado de David Johansen, John C. McGinley, Rosie O'Donnell y Nipsey Russell.

### Después deThe Nanny

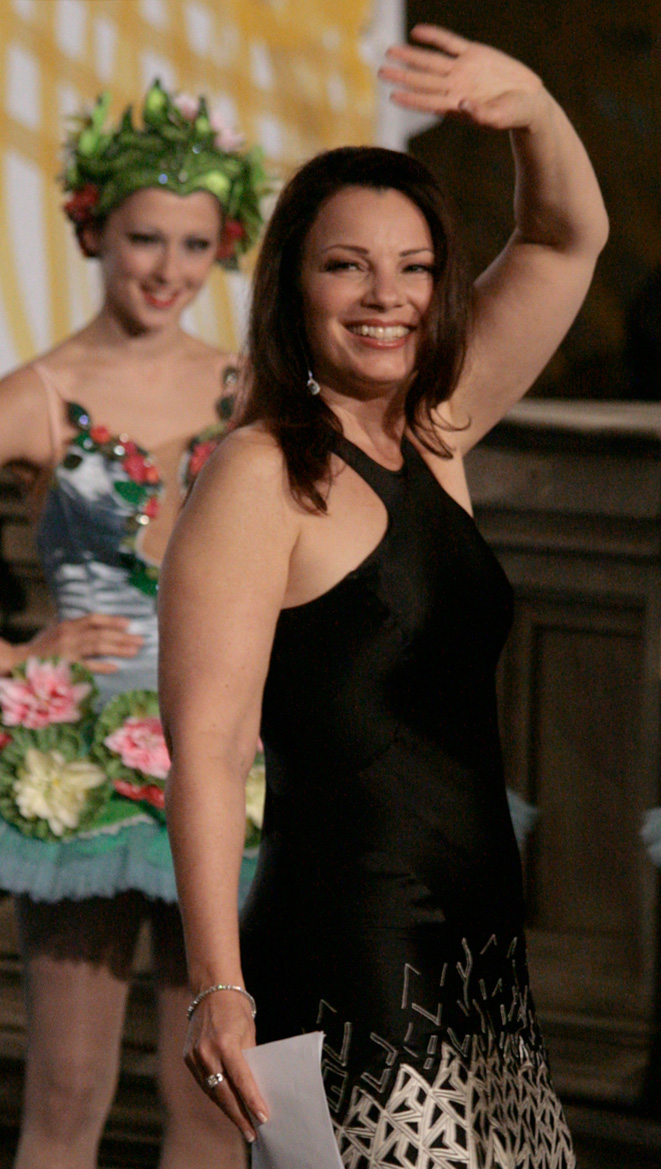
Fran Drescher en el Life Ball en 2009.

Tras un período de relativa inactividad, Drescher volvió a la televisión en 2005 con una nueva comedia del canal Warner Bros., Living with Fran (Viviendo con Fran). Su papel allí fue el de Fran Reeves, una mujer de mediana edad, madre de dos adolescentes, que convive con su novio, un joven veinte años menor que ella, interpretado por Ryan McPartlin. 
La serie recibió muy buenas críticas pero una baja audiencia, por lo que se retiró de la programación en 2006 al finalizar la segunda temporada. Al igual que en la comedia The Nanny, Drescher fungió allí también como guionista, productora y directora en algunas oportunidades.
Aunque su segunda serie de comedia no fue un éxito, le sirvió para reafirmar su presencia en Estados Unidos y países Latinoamérica, ahondando en su potencial cómico mediante papeles como invitada en programas de televisión como What I Like About You o Thank God You're Here.
Tras la cancelación de Living with Fran, la actriz participó en el octavo episodio de la sexta temporada de la serie dramática Law & Order: Criminal Intent (Ley y Orden: Acción Criminal o La Ley y el Orden: Intento Criminal), donde hizo el papel de Elaine Dockerty.
Drescher desempeñó el papel de Morgana, un hada de la mitología celta, en el programa de televisión británico Live From Lincoln Center en 2008, en el episodio titulado «Camelot». En ese mismo año, la también actriz Rosie O'Donnell anunció en su sitio web que ella y Drescher estaban en conversaciones con la cadena estadounidense National Broadcasting Company para realizar una comedia de situación juntas, la cual se llamaría The New 30 (Los nuevos 30). Respecto al argumento de la serie, Drescher señaló: «Se trata de una serie que muestra la vida de dos mujeres que viven en un edificio de Manhattan, pero son muy diferentes. Son mujeres que atraviesan la crisis de la mediana edad». Finalmente, la cadena no aprobó la filmación del episodio piloto del programa, a pesar de que se había generado una gran expectativa en los medios de comunicación y el público en ver a ambas comediantes en un mismo programa.
En noviembre de 2009, Drescher apareció en el ciclo televisivo de entrevistas The Ellen DeGeneres Show, donde presentó su línea de cremas para el cuidado de la piel. En el mismo año incursionó en teatro en la producción off-Broadway (es decir, una obra llevada a cabo en Nueva York, pero independiente del concepto de Broadway) de Love, Loss, and What I Wore.
En enero de 2010, Drescher participó del teletón organizado por el actor George Clooney para ayudar a la reconstrucción de la ciudad de Puerto Príncipe, Haití, luego que ésta sufriera un devastador terremoto. En noviembre del mismo año, la actriz presentó un nuevo programa matutino de formato talk show, llamado The Fran Drescher Show (también conocido como The Fran Drescher Tawk Show). Entre una multitud de programas que surgieron en 2003 presentados por celebridades, el de Drescher tuvo baja audiencia y recibió críticas mixtas de muchas fuentes. Fue retirado de la programación en el mismo mes de su debut.

### Happily Divorcedy otros proyectos
A finales de 2010, Drescher hizo públicos los preparativos de su próximo proyecto televisivo, una comedia de situación que la tendría como protagonista, guionista y productora ejecutiva. La serie fue titulada Happily Divorced y comenzó a emitirse en la cadena estadounidense TV Land a partir de junio de 2011. Allí representó el papel de Fran Lovett, una mujer de edad madura que se divorcia cuando descubre que su marido es gay. Compartió créditos con Rita Moreno en el papel de su madre, John Michael Higgins y Tichina Arnold. La serie tuvo buena audiencia y recibió reseñas positivas de diversas fuentes. La misma finalizó en febrero de 2013.
Drescher prestó su peculiar voz a la serie de animación Los Simpsons en el episodio «Treehouse of Horror XVII», perteneciente a la decimoctava temporada del programa. Su participación en este especial de Halloween le proporcionó críticas mayormente positivas y le permitió forjar una carrera como actriz de voz, con papeles en las películas Shark Bait y Hotel Transylvania.

## Otros proyectos

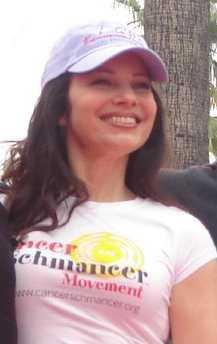
Fran en 2007.

Drescher integró muchos grupos humanitarios y donó dinero a distintas fundaciones a lo largo de los años. Después de que se le diagnosticó a la actriz cáncer de útero, se convirtió en una de las principales figuras públicas en brindar apoyo a las mujeres víctimas de esta enfermedad. En 2007 creó la fundación Cancer Schmancer Movement, entidad cuya misión humanitaria es ayudar a organizaciones que tratan enfermos de cáncer.
En 2008, Drescher fue nombrada embajadora estadounidense de buena voluntad. La secretaria de Estado adjunta para Asuntos Educativos y Culturales, Goli Ameri, anunció formalmente el nombramiento de la actriz en septiembre de ese año en Washington. Las razones de su elección fueron expuestas en un comunicado oficial que decía: «Drescher ha sido nominada a los premios Globo de Oro y Emmy, sobrevivió al cáncer y es fundadora de la organización sin fines de lucro Cancer Schmancer Movement. Apoyará los esfuerzos diplomáticos públicos estadounidenses, incluyendo trabajar con organizaciones de salud y grupos de mujeres para despertar la conciencia sobre temas de salud femenina como la detección del cáncer y los derechos de los pacientes.»
A finales de 2008, Drescher asistió a una recaudación de fondos en beneficio del candidato demócrata Barack Obama, con quien ella trabajó en la elaboración de la Ley para la Educación y Prevención del Cáncer Ginecológico. El evento contó con la participación también de otros actores, como Jamie Foxx y Lucy Liu. Los asistentes pagaron 2300 dólares cada uno para acudir a la fiesta efectuada en una residencia privada de Beverly Hills.
En 2009, actuó junto al expresidente Bill Clinton y la actriz Elke Winkens en la gala benéfica Life Ball en Vienna, en actividades para promover la conciencia pública sobre la situación de las víctimas del sida y en recaudar fondos para organizaciones que ayudan a personas con esta enfermedad.

## Huelga de artistas de cine, radio y televisión 2023

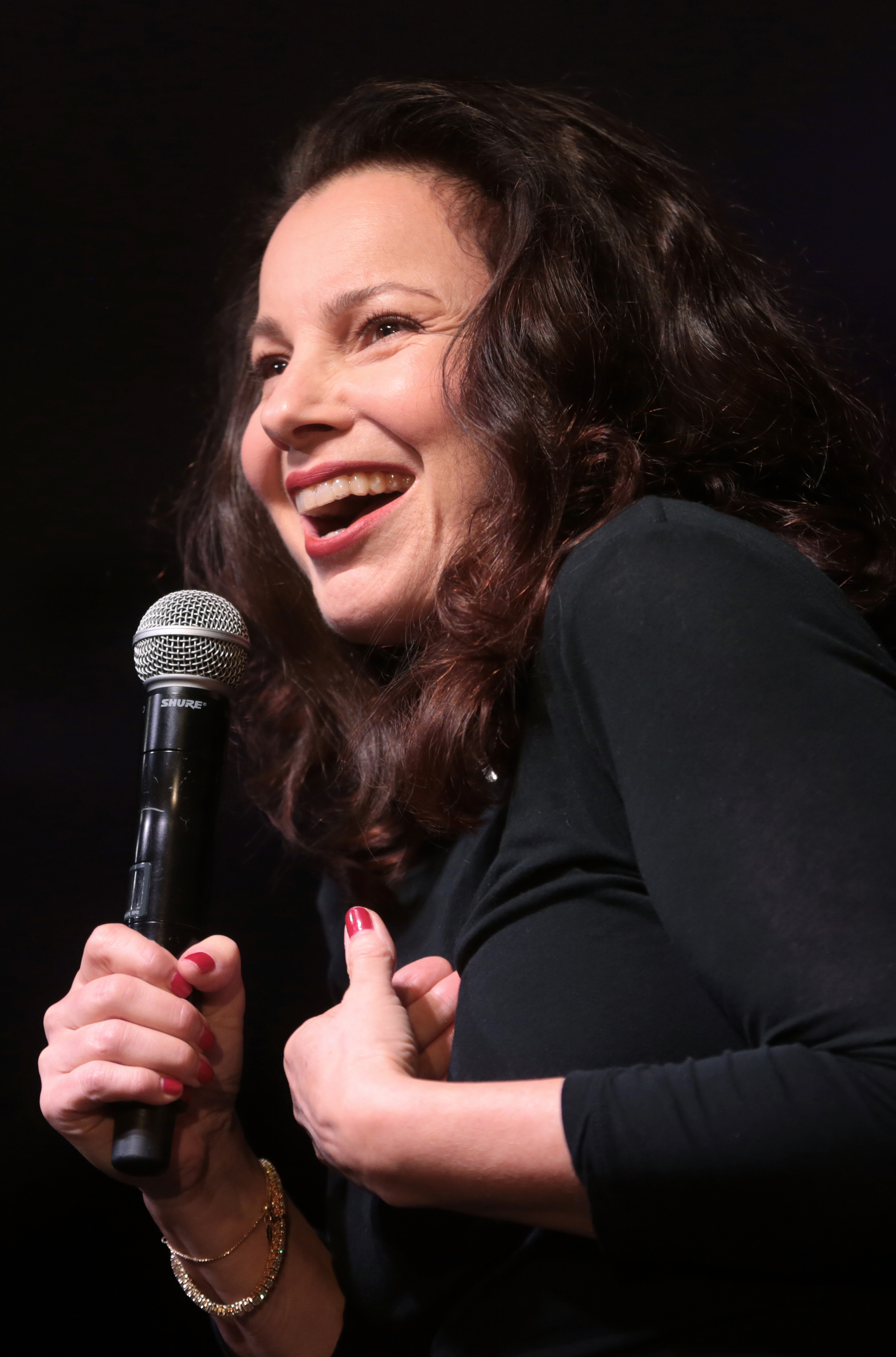
Fran Drescher hablando en un evento en Phoenix, Arizona.

Fran Drescher, en su calidad de presidenta de SAG-AFTRA, el sindicato de profesionales del cine, la radio y la televisión de los Estados Unidos, dirigió el movimiento que en julio del 2023 hizo estallar la huelga en esos medios al mismo tiempo que lo hizo el sindicato de guionistas.

## Vida personal

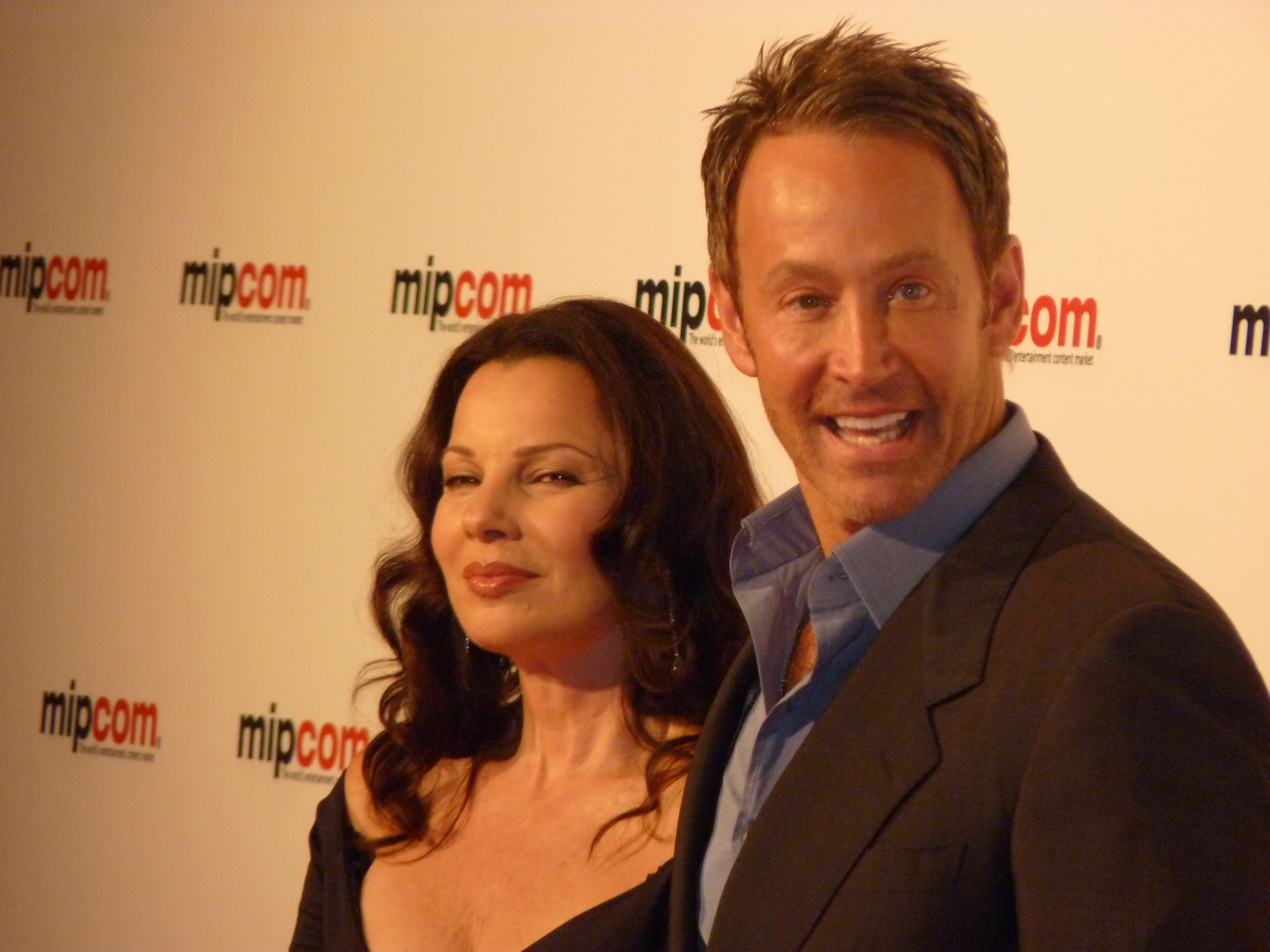
Drescher junto a su exesposo Peter Marc Jacobson en Cannes, en 2011.

Drescher y Peter Marc Jacobson se conocieron cuando ambos asistían a la escuela secundaria Hillcrest High School en Nueva York a comienzos de los años 1970. Pronto, iniciaron una relación amorosa y en 1976 se mudaron a Los Ángeles, California, impulsados sobre todo por los deseos de ella de convertirse en actriz. Contrajeron matrimonio en 1978 y estuvieron en pareja hasta 1996, aunque permanecieron legalmente casados hasta 1999. La pareja no tuvo hijos. Cabe añadir que tanto antes como después de su divorcio Jacobson colaboró produciendo, dirigiendo y guionizando tres series protagonizadas por Drescher: The Nanny, Living with Fran y Happily Divorced.
En 1996, Drescher aseguró en su autobiografía Enter Whining que sufrió un abuso sexual en 1985 por parte de uno de los dos ladrones que irrumpieron en el apartamento que habitaba junto a su entonces marido en la ciudad de Los Ángeles. Más tarde, en una entrevista con el periodista y presentador Larry King dijo que aunque se trató de una experiencia muy negativa, encontró la manera de convertirla en algo positivo. En junio de 2000, a Drescher se le diagnosticó cáncer de útero, del que logró curarse prontamente. En su segundo libro autobiográfico Cancer Schmancer (2007), citó: «Mi vida entera ha sido acerca de los cambios negativos en positivos», en relación con el abuso que sufrió y al cáncer que logró vencer.
En 2010, Drescher admitió en una entrevista que el motivo de su separación de Jacobson fue porque él le confesó ser homosexual. En la actualidad, Drescher y Jacobson mantienen una relación amistosa y laboral; incluso, ella lo acompañó en 2008 a una manifestación a favor del matrimonio entre homosexuales. En esa oportunidad, la actriz comentó ante la prensa: «Ahora somos mejores amigos». De hecho, su relación sirvió como argumento de la comedia Happily Divorced (2011-2012).
El 8 de septiembre de 2014, Drescher se casó con el científico estadounidense de origen indio Shiva Ayyadurai en una ceremonia privada.La pareja se separó en septiembre de 2016.[cita requerida]

## Filmografía

### Cine
| Año  | Película                          | Papel                           | Notas                |
| ---- | --------------------------------- | ------------------------------- | -------------------- |
| 1977 | Saturday Night Fever              | Connie                          |                      |
| 1978 | Summer of Fear                    | Carolyn Baker                   |                      |
| 1978 | American Hot Wax                  | Sheryl                          |                      |
| 1980 | Gorp                              | Evie                            |                      |
| 1980 | The Hollywood Knights             | Sally                           |                      |
| 1981 | Ragtime                           | Mameh                           |                      |
| 1983 | Doctor Detroit                    | Karen Blittstein                |                      |
| 1984 | The Rosebud Beach Hotel           | Linda                           |                      |
| 1984 | This is Spinal Tap                | Bobbi Flekman                   |                      |
| 1988 | Rock 'n' Roll Mom                 | Jody Levin                      |                      |
| 1989 | The Big Picture                   | Polo Habel                      |                      |
| 1989 | UHF                               | Pamela Finklestein              |                      |
| 1990 | Wedding Band                      | Veronica                        |                      |
| 1990 | Cadillac Man                      | Joy Munchack                    |                      |
| 1992 | We're Talking Serious Money       | Valerie                         |                      |
| 1994 | Car 54, Where Are You?            | Velma Velour                    |                      |
| 1996 | Jack                              | Dolores Durante                 |                      |
| 1997 | The Beautician and the Beast      | Joy Miller                      | Productora ejecutiva |
| 2000 | Kid Quick                         | Kerry                           | Cameo                |
| 2000 | Picking Up The Pieces             | Frida                           |                      |
| 2003 | Beautiful Girl                    | Amanda Wasserman                |                      |
| 2005 | Santa's Slay                      | Virginia Mason                  |                      |
| 2007 | Shark Bait                        | Perla                           | Voz                  |
| 2012 | Hotel Transylvania                | Eunice (Esposa de Frankenstein) | Voz                  |
| 2015 | Hotel Transylvania 2              | Eunice (Esposa de Frankenstein) | Voz                  |
| 2018 | Hotel Transylvania 3              | Eunice (Esposa de Frankenstein) | Voz                  |
| 2022 | Hotel Transylvania: Transformania | Eunice (Esposa de Frankenstein) | Voz                  |

### Televisión
| Año       | Título                                | Papel                            | Notas                                                                      |
| --------- | ------------------------------------- | -------------------------------- | -------------------------------------------------------------------------- |
| 1982      | Fama                                  |                                  | Episodio: «Metamorphosis»                                                  |
| 1983      | 9 to 5                                | Tapioca                          | Episodio: «The Oldest Profession»                                          |
| 1986      | Charmed Lives                         | Joyce Columbus                   | Episodio-26 Temporada-2 Who's The Boss?                                    |
| 1987      | Night Court                           | Miriam Brody                     | Episodio «Bull escribe un libro»                                           |
| 1988      | Rock 'n' Roll Mom                     | Jody Levin                       |                                                                            |
| 1990      | ALF                                   | Roxanne (Esposa de Brian Tanner) | Episodio-18 Temporada-4 «Mi futuro es tan brillante que uso gafas oscuras» |
| 1989      | What's Alan Watching?                 |                                  |                                                                            |
| 1989      | Love and Betrayal                     | Germaine                         |                                                                            |
| 1991      | Princesses                            | Melissa Kirshner                 |                                                                            |
| 1993      | Without Warning: Terror in the Towers | Rosemarie Russo                  |                                                                            |
| 1993-1999 | The Nanny                             | Fran Fine                        | Protagonista                                                               |
| 2004      | Strong Medicine                       | Irene Slater                     | Episodio: «Cinderella in Scrubs»                                           |
| 2005-2006 | Living with Fran                      | Fran Reeves                      | Protagonista                                                               |
| 2006      | The Simpsons                          | Female Golem                     | Episodio: «Treehouse of Horror XVII»                                       |
| 2006      | Law & Order: Criminal Intent          | Elaine Dockerty                  | Episodio:"The War at Home»                                                 |
| 2008      | Live from Lincoln Center              | Morgan Le Fay                    | Episodio: «Camelot»                                                        |
| 2008      | Entourage                             | Sta. Levine                      | Episodio: «The All Out Fall Out»                                           |
| 2011-2012 | Happily Divorced                      | Fran                             | Protagonista                                                               |

## Premios y nominaciones
| Año                | Premio           | Categoría                                                   | Serie/película               | Resultado |
| ------------------ | ---------------- | ----------------------------------------------------------- | ---------------------------- | --------- |
| 1996               | American Comedy  | Actuación femenina más divertida en una serie de televisión | The Nanny                    | Nominada  |
| 1996               | Primetime Emmy   | Mejor actriz - Serie de comedia                             | The Nanny                    | Nominada  |
| 1996               | Globo de Oro     | Mejor actriz de serie de televisión - Comedia o musical     | The Nanny                    | Nominada  |
| 1997               | Primetime Emmy   | Mejor actriz - Serie de comedia                             | The Nanny                    | Nominada  |
| 1997               | Globo de Oro     | Mejor actriz de serie de televisión - Comedia o musical     | The Nanny                    | Nominada  |
| 1997               | Satellite        | Mejor actriz de serie de televisión - Comedia               | The Nanny                    | Nominada  |
| 1998               | Golden Raspberry | Peor actriz                                                 | The Beautician and the Beast | Nominada  |
| 2008               | TV Land          | Niñera favorita                                             | The Nanny                    | Ganadora  |
| (Fuente: IMDb.com) |                  |                                                             |                              |           |